# Proceratium terroni
Proceratium terroni är en myrart som beskrevs av Bolton 1995. Proceratium terroni ingår i släktet Proceratium och familjen myror. Inga underarter finns listade i Catalogue of Life.